# Strahlenschutzbereich

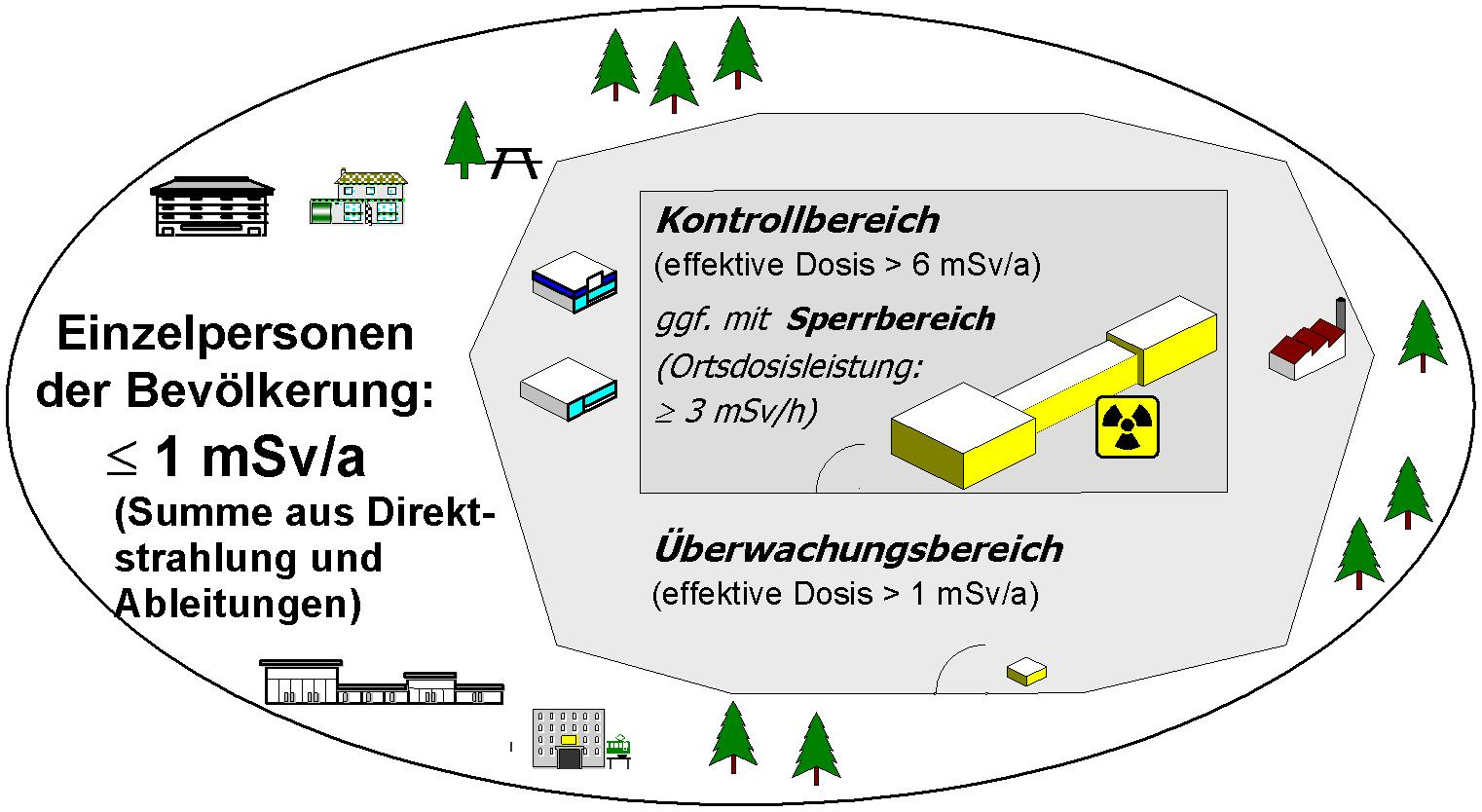
Strahlenschutzbereiche

In Deutschland ist ein Strahlenschutzbereich ein räumlich abgetrennter Bereich, in dem Personen ionisierender Strahlung ausgesetzt sein können, die oberhalb des Grenzwerts für das allgemeine Staatsgebiet liegt. Strahlenschutzbereiche müssen nach nationalem (Strahlenschutzverordnung) und EU-Recht für kerntechnische Anlagen (zum Beispiel Kernkraftwerke oder Brennelementfabriken), für Interims-, Zwischen- oder Endlager von radioaktivem Abfall, für Anlagen zur Erzeugung von ionisierender Strahlung (zum Beispiel Teilchenbeschleuniger), aber auch für eine einfache Röntgenanlage, sowie beim Umgang mit künstlich erzeugten radioaktiven Stoffen (z. B. Labor, nuklearmedizinische Therapie/Diagnose) eingerichtet werden. Dabei werden drei Strahlenschutzbereiche unterschieden:
- Überwachungsbereich
- Kontrollbereich
- Sperrbereich

Diese drei Strahlenschutzbereiche dienen dem Zweck, die Bevölkerung und insbesondere das Betriebspersonal vor den Auswirkungen der ionisierenden Strahlung zu schützen. Sie sind durch bauliche Maßnahmen und eine deutliche Kennzeichnung (z. B. „Kontrollbereich“) hervorgehoben. Die Grenzen der drei Strahlenschutzbereiche werden durch die Dosis definiert, die eine Person innerhalb des jeweiligen Bereiches durch äußere oder innere Strahlenexposition erhalten kann. Da es sich um betriebliche Schutzbereiche handelt, ist von einer Aufenthaltsdauer von 40 Stunden pro Woche und 50 Wochen im Jahr (das heißt 2000 Stunden pro Jahr) auszugehen, soweit keine anderen begründeten Angaben über Aufenthaltszeiten vorliegen.
Es ist zu beachten, dass es sich bei den Werten um in diesem Bereich mögliche Belastungen, nicht um tatsächliche Werte handelt. Das bedeutet, dass auch innerhalb von Strahlenschutzbereichen (insbesondere im Überwachungsbereich) meistens keine tatsächlich erhöhte Strahlenexposition vorliegt. Außerdem ist zu beachten, dass nur Strahlung nicht-natürlicher Quellen berücksichtigt wird. Die natürliche Strahlenbelastung in Deutschland liegt durchschnittlich bei 2,4 mSv pro Jahr, also einem Mehrfachen des Grenzwertes für Überwachungsbereiche.
Die drei Bereiche sind in Deutschland gemäß § 52 Abs. 2 der Strahlenschutzverordnung definiert.
Der Zutritt zu Strahlenschutzbereichen ist nicht frei. § 55 der Strahlenschutzverordnung legt fest, wann der Zutritt zu einem Überwachungs-, Kontroll- und Sperrbereich erlaubt ist.
Für alle übrigen Bereiche eines Betriebes, die nicht Strahlenschutzbereiche sind, gilt der Grenzwert für das allgemeine Staatsgebiet für die Ortsdosisleistung von 1 mSv pro Jahr.

## Überwachungsbereich
Überwachungsbereiche sind die Bereiche, in denen Personen eine höhere effektive Dosis als 1 mSv oder höhere Organ-Äquivalentdosen als 50 mSv für die Haut, die Hände, die Unterarme, die Füße und Knöchel im Kalenderjahr erhalten können. Oft wird das gesamte Betriebsgelände als Überwachungsbereich betrachtet und (zum Beispiel bei Kernkraftwerken) durch einen Zaun oder ähnliche Maßnahmen vom allgemeinen Staatsgebiet abgetrennt.

## Kontrollbereich

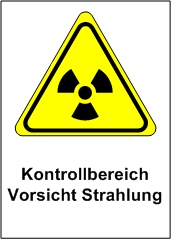
Schild zur Kennzeichnung eines Kontrollbereiches

Der Kontrollbereich ist meist vom Überwachungsbereich umschlossen. In ihm können Personen eine effektive Dosis von 6 mSv pro Kalenderjahr oder höhere Organdosen als 15 mSv pro Kalenderjahr für die Augenlinse oder 150 mSv pro Kalenderjahr für die Haut, die Hände, die Unterarme, die Füße und Knöchel erhalten. Kontrollbereiche müssen abgegrenzt und deutlich sichtbar gekennzeichnet sein. Ein Kontrollbereich darf nur zur Durchführung oder Aufrechterhaltung der vorgesehenen Betriebsvorgänge betreten werden. Besucher haben nur mit behördlicher Erlaubnis Zutritt. Bei Personen, die sich im Kontrollbereich aufhalten, müssen die Körperdosen bestimmt werden – üblicherweise mit einem amtlichen Dosimeter. Vor dem erstmaligen Zutritt und dann mindestens jährlich muss eine Unterweisung insbesondere über die anzuwendenden Strahlenschutzmaßnahmen durchgeführt werden.

## Sperrbereich

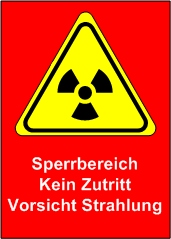
Schild zur Kennzeichnung eines Sperrbereiches

Sperrbereiche sind Bereiche innerhalb eines Kontrollbereichs, in denen die Ortsdosisleistung höher als 3 mSv pro Stunde sein kann. Personen darf der Aufenthalt in einem Sperrbereich nur erlaubt werden, wenn sie unter der Aufsicht einer beauftragten fachkundigen Person zur Durchführung vorgesehener Betriebsvorgänge oder aus zwingendem Grund tätig werden müssen. Sperrbereiche sind abzugrenzen und deutlich sichtbar zu kennzeichnen.